# Scheyern
Scheyern település Németországban, azon belül Bajorországban. Lakosainak száma 5070 fő (2023. december 31.).

## Népesség
A település népessége az elmúlt években az alábbi módon változott:
| Lakosok száma | 1016 | 1777 | 3339 | 3468 | 4713 | 4833 | 4911 | 4894 | 4850 | 5070 |
|               | 1875 | 1950 | 1975 | 1987 | 2012 | 2014 | 2016 | 2017 | 2021 | 2023 |